# بينجرفيل
بينجرفيل هي مدينة في جنوب شرق ساحل العاج . وهي إحدى ضواحي أبيدجان وهي واحدة من أربع محافظات فرعية لمنطقة أبيدجان ذاتية الحكم. بينجرفيل هي أيضا بلدية . تقع المدينة على بعد حوالي 10 كيلومترات شرقي أبيدجان وتقع على بحيرة إيبري . القرى في المحافظة الفرعية تشمل إيلوكا.
بينجرفيل هي موطن المدرسة العسكرية التحضيرية والتقنية (EMPT) ، وهي أكاديمية عسكرية.

## التاريخ
بينجرفيل (13000 ق م) و إيو-إليرو (11000 ق م) هما من أقدم مراكز صناعة الحصوية الدقيقة في غرب إفريقيا.
كانت بينجرفيل في الأصل مدينة السوق، لكنها نمت وهي عاصمة للمستعمرة الفرنسية من عام 1909 حتى عام 1934. سميت على اسم لويس جوستاف بينجر، الحاكم الاستعماري الفرنسي السابق. العديد من المباني الاستعمارية مازالت قائمة في المدينة، والتي تشتهر أيضًا بحدائقها النباتية.
قبل إعادة تنظيم الأقسام الفرعية لساحل العاج عام 2011، كانت بينجرفيل جزءًا من منطقة لاغون .

## مشاهير
- مامادو كوني، لاعب كرة قدم
- ويلفريد بوني، لاعب كرة قدم
- إريك بايلي، لاعب كرة قدم
- ديدييه دروجبا، لاعب كرة قدم